# Malé Zálužie
Malé Zálužie est un village de Slovaquie situé dans la région de Nitra.

## Histoire
Première mention écrite du village en 1390.

## Démographie

### Évolution de la population
| Année:               | 1994. | 2004.   | 2014.   | 2024.   |
| -------------------- | ----- | ------- | ------- | ------- |
| Nombre de personnes: | 285   | 257     | 278     | 285     |
| Différence:          |       | -9,82 % | +8,17 % | +2,51 % |

| Année:               | 2023. | 2024.   |
| -------------------- | ----- | ------- |
| Nombre de personnes: | 271   | 285     |
| Différence:          |       | +5,16 % |